# Peter Breggin
Dr. Peter Roger Breggin (11 mei 1936) is een psychiater uit de Verenigde Staten, een criticus van de biologische psychiatrie, elektroconvulsietherapie en het voorschrijven van psychofarmaca en de auteur van boeken als Toxic Psychiatry (Giftige Psychiatrie), Medication Madness, Talking Back to Prozac (Terugkomen op Prozac) en Talking Back to Ritalin (Terugkomen op Ritalin).

## Vroege carrière en achtergrond
Breggins achtergrond omvat o.a. Harvard College, Case Western Reserve Medical School, een fellowship op Harvard Medical School, een tweejarige stagebij het National Institute of Mental Health (NIMH), en een faculteitspositie op de Johns Hopkins University, afdeling advies. Breggin heeft een eigen praktijk sinds 1968, waarin hij geen psychiatrische medicatie gebruikt.

## Kritiek op conventionele psychiatrie
Breggin is een van de bekendste critici van psychiatrische medicatie. Hij bepleit psychologische en sociale menselijke diensten. Hij voert al meer dan drie decennia campagne tegen psychofarmaca, elektroshock, hersenoperaties, dwangbehandeling en biologische psychiatrie. Breggin stelt dat de farmaceutische industrie propaganda maakt om bewust minder te informeren. Hij beweert dat farmaceutische bedrijven grote markten gecreëerd hebben door valse berichten te verspreiden dat de psychofarmaca effectiever en veiliger zijn dan ze werkelijk zijn. Tijdens deze periode diende Dr. Breggin als expert in rechtszaken (strafrechtelijk en civiel) inclusief individuele rechtszaken met betrekking tot wantoestanden en productbetrouwbaarheid tegen de producenten van psychofarmaca.
Begin 1990 wees Breggin op problemen van de onderzoeksmethodologie in het onderzoek naar SSRI antidepressiva, problemen die pas 10 jaar later aandacht kregen en werden erkend. Hij schreef over SSRI's in de jaren 90 en stelde dat soms agressie en zelf zelfmoord als bijwerking optreden, een probleem dat nu beetje bij beetje erkend begint te worden (sinds 2005 heeft de FDA in de Verenigde Staten een "Black-box Warning" voor SSRI's verplicht die waarschuwt voor zelfmoord bij kinderen en hun zorgen uit voor hetzelfde probleem bij volwassenen).
Het meest kritische onderzoek naar SSRI medicatie is ogenschijnlijk afgeleid van werk dat Breggin jaren eerder reeds had gedaan, desondanks wordt hij weinig aangehaald in psychiatrische literatuur.

## Argumentum ad hominem
Sommigen hebben kritiek geuit op Breggin vanwege zijn samenwerking met scientology campagnes tegen psychiatrische medicijnen. Desondanks heeft hij sinds 1974 krachtige kritiek geuit tegen de Scientology kerk, welke reeds sinds het begin fel tegen de psychiatrie is geweest. Breggins vrouw, Ginger Ross Breggin, was lid van Scientology en hij vertelde dat hij net als zij de groei van biologische psychiatrie en de snel groeiende drogering van kinderen wilde tegengaan. Desondanks heeft hij naar verluidt zijn vrouw geholpen om Scientology te verlaten waar ze aan refereert als een sekte. Beiden spannen zich in om mensen te helpen die verwikkeld raken in een sekte of een sektarische organisatie.
Op het internet en in de media komt het vaak voor dat hij wordt verbonden aan de Church of Scientology. In het bijzonder door farmaceut Eli Lilly and Company. die hem regelmatig met de Church of Scientology verbindt. Breggin heeft altijd ontkend enigerlei relatie te hebben met de Church of Scientology. De farmaceutische industrie maakt vaker gebruik van deze verwijzing om opponenten in diskrediet te stellen.